# ゴラン・コスティッチ
ゴラン・コスティッチ（Goran Kostić、Горан Костић、1971年11月18日 - ）は、ボスニアの俳優。

## 出演作品
- ハンニバル・ライジング Hannibal Rising (2007)
- ハンティング・パーティ The Hunting Party (2007)
- 96時間 Taken (2008)
- CAGED -監禁- Captifs (2010) ※日本劇場未公開
- ニュー・トリックス〜退職デカの事件簿〜 New Tricks (2010) ※テレビシリーズ、シーズン7にゲスト出演
- 最愛の大地 In the Land of Blood and Honey (2011) - ダニエル役
- コバート・アフェア Covert Affairs (2012) ※テレビシリーズ、シーズン3にゲスト出演
- ラスト・デイズ・オン・マーズ The Last Days on Mars (2013)
- ユダヤ人を救った動物園 〜アントニーナが愛した命〜 The Zookeeper's Wife (2017)
- リトル・ジョー Little Joe (2019)